# Chiesa di Santa Maria al Melello
La chiesa di Santa Maria al Melello si trova a Sansepolcro. Edificata per volontà del vescovo di Sansepolcro, monsignor Abele Conigli (1963 - 1967), è stata da questi consacrata il 7 maggio 1967. È la chiesa parrocchiale dei quartieri Melello, Pieve Vecchia e Triglione, alla periferia nord della città.
Al suo interno è conservata una statua lignea della Madonna con il Bambino (secc. XIII-XIV) ed una "Via Crucis" in rame sbalzato e smaltato (1989). Nel 2003 è stata collocata sulla facciata una scultura in marmo raffigurante la Madonna con il Bambino, opera dello scultore Franco Alessandrini.
La moderna chiesa sostituisce una precedente, più piccola e situata in via Cignano, da cui proviene una tela con Papa Niccolò V che ritrova la tomba di San Francesco di Bernardino Santini, oggi al Museo Civico.